# 塵 (数)
塵（じん）は、小数を表す9番目の漢数字である。
北宋のものと言われる謝察微の『算経』に小数の名として見え、その後の算術書にも記されてはいるが、現実に使われることはほとんどない。沙の1/10、埃の10倍に当たる。
この値は、英語の billionth、SI接頭語のナノ (n) と等しいが、現在の中国では「ナノ」には音訳の「納（nà）」を用いる。

## 塵劫記
日本の『塵劫記』（吉田光由 1627）では、沙（10−8 = 1⁄1億）の10−1（= 1⁄10）倍である 10−9（= 1⁄10億）とし、この値が広く知られている。これは通常の中国の算術書の値に一致する。

## 算学啓蒙
中国の『算学啓蒙』（朱世傑 1299）は、沙の10−8（= 1⁄1億）倍の 10−16（= 1⁄1京）とする。なおこの文献を『算学啓蒙』ではなく『算法統宗』（程大位 1592）とする資料があるが、誤りと思われる。